# 1979-es magyar teniszbajnokság
Az 1979-es magyar teniszbajnokság a nyolcvanadik magyar bajnokság volt. A bajnokságot szeptember 16. és 23. között rendezték meg Budapesten, a Dózsa margitszigeti teniszstadionjában.

## Eredmények
| Versenyszám  | Arany                                                | Arany | Ezüst                                            | Ezüst | Bronz                                                                                         | Bronz |
| ------------ | ---------------------------------------------------- | ----- | ------------------------------------------------ | ----- | --------------------------------------------------------------------------------------------- | ----- |
| Férfi egyéni | Taróczy Balázs Vasas SC                              |       | Benyik János Újpesti Dózsa                       |       | Machán Róbert NIM SE                                                                          |       |
| Női egyéni   | Lakingerné Szörényi Judit BSE                        |       | Németh Anna BSE                                  |       | Szörényi Angéla BSE                                                                           |       |
| Férfi páros  | Taróczy Balázs, Szőke Péter Vasas SC, MTK-VM         |       | Machán Róbert, Kuhárszky Zoltán NIM SE, Vasas SC |       | Benyik János, Sziráki László Újpesti DózsaBaranyi Szabolcs, Lázár Vilmos Újpesti Dózsa        |       |
| Női páros    | Rózsavölgyi Éva, Turi Zsuzsa Újpesti Dózsa           |       | Lakingerné Szörényi Judit, Szörényi Angéla BSE   |       | Budai Judit, Lugasi Lilla Bp. HonvédFodor Klára, Németh Anna BSE                              |       |
| Vegyes páros | Machán Róbert, Lakingerné Szörényi Judit NIM SE, BSE |       | Benyik János, Rózsavölgyi Éva Újpesti Dózsa      |       | Kuhárszky Zoltán, Budai Judit Vasas SC, Bp. HonvédBaranyi Szabolcs, Turi Zsuzsa Újpesti Dózsa |       |